# 瓦西里·塔尔列夫
瓦西里·塔尔列夫（羅馬尼亞語：Vasile Tarlev；1963年10月6日—），摩尔多瓦政治家。工程师出身，曾历任摩尔多瓦苏维埃社会主义共和国各种经济委员会的成员。2001年4月19日被任命为总理，2008年3月19日以“为新人”让路而辞职。3月20日国会批准他的辞职，沃罗宁总统随即提名齐奈达·格雷恰尼作为他的继任者。